# San Vittore Sing Sing
San Vittore Sing Sing è un festival di musica e cabaret  in carcere. Ideato da Alessandra Lanza e prodotto da Piano B, ha avuto 5 edizioni tra il 2005 e il  2009. Un festival dedicato ai detenuti, agenti di polizia penitenziaria, agli assistenti sociali, ai magistrati e in generale a tutti gli operatori delle carceri.
San Vittore Sing Sing ha vinto diversi premi tra cui il Best Event Award nella categoria "Eventi Sociali". Nato nel carcere di San Vittore con un'unica data, negli anni ha coinvolto anche il carcere di Bollate e il Beccaria. Musicisti e comici si sono esibiti a rotazione su 5 palchi allestiti nelle zone d'aria dei reparti maschile e femminile del Carcere di San Vittore, nel campo da calcio interno al carcere di Bollate, nel cortile del Beccaria e all'Icam (l'Istituto a custodia attenuata per detenute madri).

## Elenco degli artisti che hanno partecipato
- 2009
  - I ragazzi di X Factor
  - Giuliano Palma & the Bluebeaters
  - Marracash
  - Karkadan
  - Nema Problema
  - Max Cavaliere
  - Giancarlo Kalabrugovich
  - Stefano Chiodaroli
  - Club Dogo
  - Piccola Scuola di Circo
  - La Pina
  - VLP Sound
  - Francobranco

- 2008[1]
  - Roy Paci & Aretuska
  - Sud Sound System
  - Frankie hi-nrg mc
  - Fabri Fibra
  - Club Dogo
  - Mondo Marcio
  - Marracash
  - Cluster
  - Ale e Franz
  - Fabrizio Fontana
  - Walter Leonardi e Falvio Pirini
  - La Pina
  - Rido MC
  - Sidh
  - Nour-Eddine
  - Banda del Villaggio Globale
  - Jonathan La Lokura
  - Francobranco
  - Aria Dura
  - Suoni Sonori
  - VLP Sound

- 2007
  - Africa Unite
  - Ale e Franz
  - Almamegretta+Raiz
  - Aria dura
  - Bove e Limardi
  - Casino Royale
  - Club Dogo
  - Compagnia del Piffero
  - Simone Cristicchi
  - Geppi Cucciari
  - Marco Della Noce
  - Francobranco
  - Franziska
  - I Papu
  - Germano Lanzoni e Flavio Settegrani
  - La Pina
  - Meg
  - Mitoka Samba
  - Mondo Marcio
  - Ricky Gianco
  - Sidh
  - Daniele Silvestri
  - VLP sound
  - Suonisonori&the reggae band

- 2006[2]
  - Caparezza
  - Mondo Marcio
  - Gnawa Rai Diffusion
  - Carlos Ugueto y su sonido sabroso
  - Giovanni Cacioppo
  - Stefano Chiodaroli
  - Max Pisu
  - Rossana Carretto
  - Andrea Rivera
  - Meg
  - Walter Leonardi
  - Flavio Pirini
  - Germano Lanzoni
  - Flavio Settegrani
  - VLP Sound + Enrico Intra
  - Mago Barnaba.

- 2005
  - Elio e le Storie Tese
  - Chab Amari
  - VLP Sound
  - Nema Problema
  - Pali e Dispari
  - Stefano Chiodaroli
  - Mannino, Klobas, Milanoire
  - Lucia Vasini
  - Scaldasole
  - Cinelli
  - Anonelli